# سان مارتين دي أوسكوس
بلدية سان مارتين دي أوسكوس (بالإسبانية: San Martín de Oscos) هي بلدية تقع في منطقة أستورياس شمال غرب إسبانيا.

## الديموغرافيا
بلغ عدد سكان بلدية سان مارتين دي أوسكوس 503 نسمة عام 2011 (وفقاً للمعهد الوطني للإحصاء الإسباني).
| 560 | 535 | 502 | 469 | 469 | 448 | 503 |